# Левки (Тасос)
Левки (на гръцки: Λεύκη) е село в Гърция, дем Тасос, административна област Източна Македония и Тракия.

## География
Селището е разположено в източната част на Тасос, на 3 km южно от Потамия. 

## История
В Левки са манастирският храм „Свети Димитър“ от 1845 година и „Света Богородица Животворящ източник“.
Левки е ново селище, регистирано за пръв път в 1961 година.
| Година    | 1913 | 1920 | 1928 | 1940 | 1951 | 1961 | 1971 | 1981 | 1991 | 2001 | 2011 | 2021 |
| --------- | ---- | ---- | ---- | ---- | ---- | ---- | ---- | ---- | ---- | ---- | ---- | ---- |
| Население |      |      |      |      |      | 0    | 5    | 4    | 4    | 46   | 1    | 0    |